# Équipe de France de rugby à XV au Tournoi des Cinq Nations 1977
Navigation
Édition précédente Édition suivante
L'équipe de France a remporté le Tournoi des Cinq Nations 1977 en réussissant un Grand Chelem (quatre victoires en quatre matches). Il s'agit du deuxième Grand Chelem réussi par l'équipe de France dans le Tournoi après celui de 1968. L'entraîneur de l'équipe est le Dacquois Jean Desclaux.
Faits remarquables, l'équipe de France n'encaisse aucun essai au cours des quatre matches disputés. Et surtout la même équipe de quinze joueurs dispute et gagne les quatre rencontres, performance encore inégalée.
Alain Paco n'aurait jamais dû jouer le dernier match face à l'Irlande en raison d'une appendicite mais le fit à la demande de ses collègues du XV de France. Jean-Luc Averous n'est pas prévu dans le XV de départ lors du premier match contre les Gallois, mais il remplace finalement pour l'ensemble du Tournoi Guy Novès qui doit déclarer forfait sur blessure pour la première rencontre.

## Les joueurs

### Première Ligne
- Gérard Cholley (Castres)
- Alain Paco (Béziers)
- Robert Paparemborde (Pau)

### Deuxième Ligne
- Jean-François Imbernon (Perpignan)
- Michel Palmié (Béziers)

### Troisième Ligne
- Jean-Pierre Rives (Toulouse)
- Jean-Claude Skrela (Toulouse)
- Jean-Pierre Bastiat (Dax)

### Demi de mêlée
- Jacques Fouroux (Auch), capitaine

### Demi d’ouverture
- Jean-Pierre Romeu (Montferrand)

### Trois quarts
- Jean-Luc Averous (La Voulte)
- François Sangalli (Narbonne)
- Roland Bertranne (Bagnères)
- Dominique Harize (Toulouse)

### Arrière
- Jean-Michel Aguirre (Bagnères)

## Les remplaçants
Ils n'ont donc pas remporté ce Tournoi, mais le reste du groupe France, aujourd'hui tombé dans l'oubli, est composé de :
- Christian Swierczinski, talonneur du CA Bègles, qui fête sa dernière sélection contre l'Argentine après la compétition ;
- Daniel Dubroca, pilier du SU Agen ;
- Pierre Dospital pilier de l'Aviron bayonnais, qui démarre finalement sa carrière internationale après la compétition contre la Roumanie ;
- Armand Vaquerin pilier de l'AS Béziers ;
- Alain Guilbert, deuxième ligne du RC Toulon ;
- Gérard Rousset, troisième ligne centre du Valence sportif ;
- Richard Astre, demi de mêlée de l'AS Béziers, qui n'est jamais revenu en sélection ;
- Bernard Vaur, demi de mêlée de l'AS Montferrand, qui n'a connu aucune cape ;
- Christian Delage, ouvreur de Brive qui attendit 1983 pour obtenir sa première sélection ;
- Michel Billac, trois-quart centre de Saint Jean de Luz, qui n'a jamais été international ;
- Jean-Pierre Pesteil, trois-quart centre de l'AS Béziers ;
- Michel Droitecourt, arrière de l'AS Montferrand.

## Résultats des matches
L'équipe de France remporte ses quatre matches comme suit :
- 5 février, 16 points à 9 contre le pays de Galles à Paris (Parc des Princes) ;
- 19 février, 4 à 3 contre l'Angleterre à Londres (Twickenham) ;
- 5 mars, 23 à 3 contre l'Écosse au Parc des Princes,
- 19 mars, 15 à 6 contre l'Irlande à Dublin (Lansdowne Road).

## Points marqués par les Français

### Match contre le pays de Galles
- Jean-Pierre Romeu (8 points) : 1 transformation, 2 pénalités
- Dominique Harize (4 points) : 1 essai
- Jean-Claude Skrela (4 points) : 1 essai.

### Match contre l'Angleterre
- François Sangalli (4 points) : 1 essai.

### Match contre l'Écosse
- Jean-Pierre Romeu (7 points) : 2 transformations, 1 pénalité
- Alain Paco (4 points) : 1 essai
- Dominique Harize (4 points) : 1 essai
- Robert Paparemborde (4 points) : 1 essai
- Roland Bertranne (4 points) : 1 essai.

### Match contre l'Irlande
- Jean-Michel Aguirre (8 points) : 1 transformation, 2 pénalités
- Jean-Pierre Bastiat (4 points) : 1 essai
- Jean-Pierre Romeu (3 points) : 1 pénalité.